# Liviu Vasiu
Liviu Vasiu (* 1982 in Târgu Mureș) ist ein rumänischer Architekt.

## Werdegang
Liviu Vasiu studierte bis 2008 Architektur an der Accademia di Architettura di Mendrisio und gründete 2010 mit Romina Grillo, Ciprian Rășoiu, Matei Vlăsceanu und Tudor Vlăsceanu UNULAUNU in Bukarest. Er arbeitete bei Michel Desvigne in Paris, Aldo Celoria und Martino Pedrozzi im Tessin und bei Valerio Olgiati in Flims. Vasiu wurde 2017 als Gastkritiker von Carlo Baumschlager und Alexander Tochtermann an die Akademie der Bildenden Künste München eingeladen. 2018 war er Gastkurator bei OfHouses und 2020 gründete er mit Romina Grillo grillovasiu in Zürich. Vasiu lehrte an der Porto Academy, als Internationaler Gastprofessor an der Peter Behrens School of Arts und aktuell bei Jonathan Sergison an der AAM.

## Bauwerke

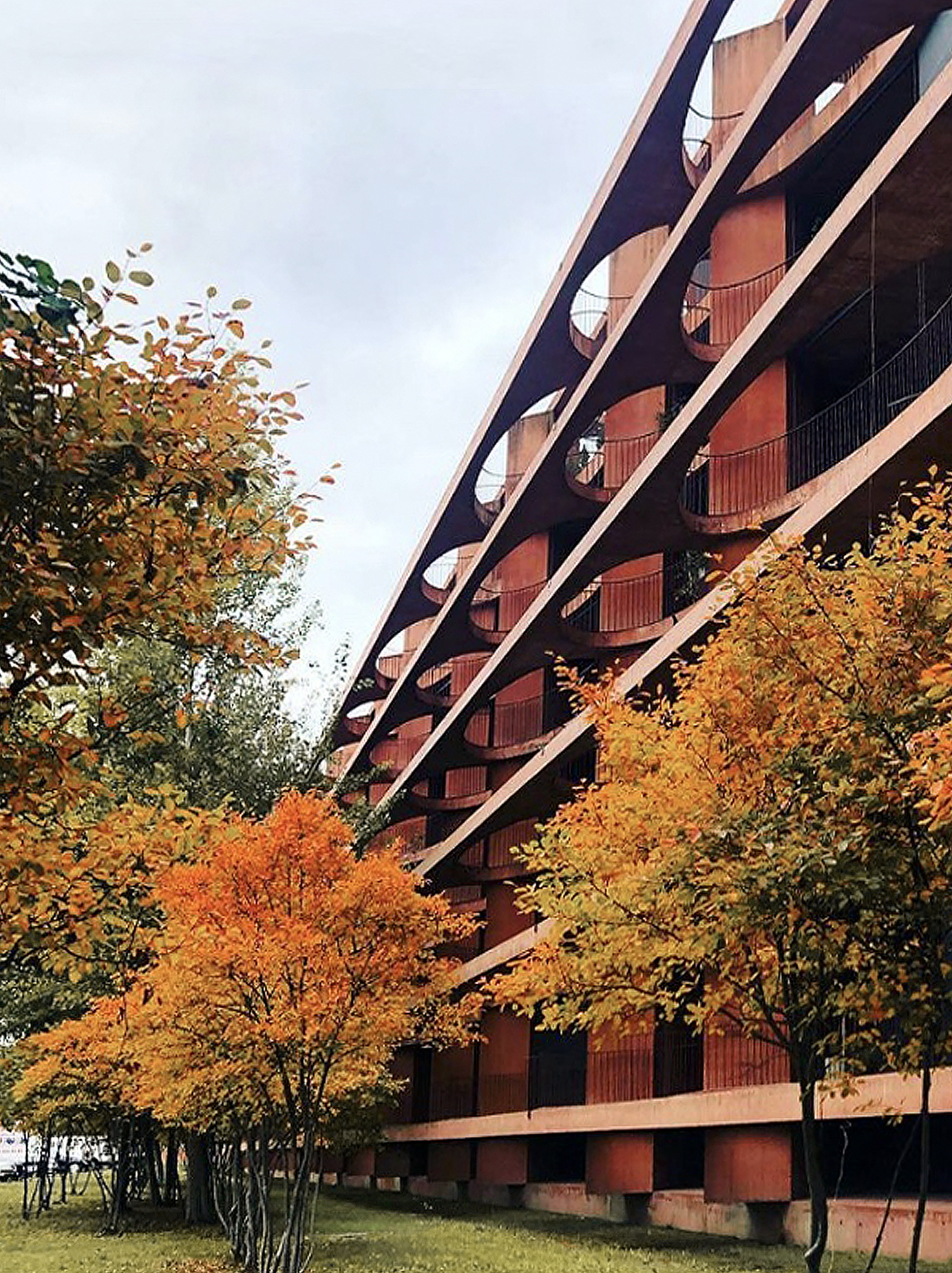
Zug-Schleife, Zug

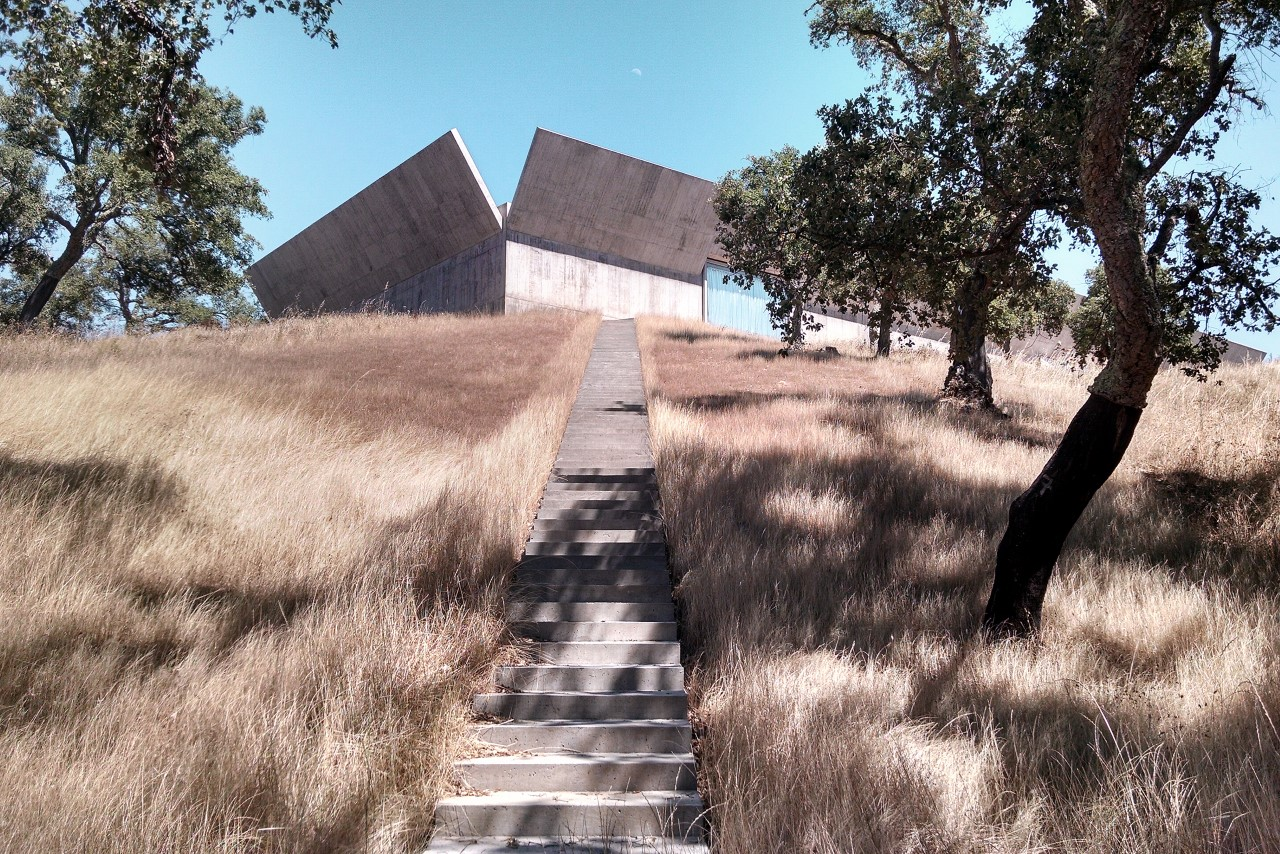
Villa Além, São Francisco da Serra

als Mitarbeiter bei Valerio Olgiati:
- 2011: Zug-Schleife, Zug[6]
- 2014: Villa Além, São Francisco da Serra[7]

als Partner von unulaunu:
- 2010: Rumänischer Pavillon, Architekturbiennale Venedig[8][9]
- 2018: Ausstellungsintervention, Galerie Kolektiv Belgrad[10]
- 2018: Szenografie Persistence, Chateau Du Seuil

als Partner von grillovasiu:
- 2016–2018: Erweiterung Villa, Galliate[11]
- Rezeption im Foyer des Lugano Arte e Cultura, Lugano
- Erweiterung Haus, Cerano
- Mehrfamilienhaus, Liechtenstein

## Preise
- 2014: Weißenhof Architekturförderpreis[12]
- 2022: Swiss Art Award in der Kategorie Architektur[13][14]
- 2022: Nominierung – Swiss Architectural Award[15]

## Ausstellungen
- 2010: Rumänischer Pavillon, 12. Architekturbiennale Venedig
- 2016: Exhibition, Weissenhofgalerie Stuttgart
- 2020: Triennale di Milano
- 2022: Swiss Art Awards, Halle 1.1 der Messe Basel - Moving is allowed